# Juniperus californica
Juniperus californica és una espècie de conífera de la família de les cupressàcies, nativa del sud d'Amèrica del Nord. Com el seu nom indica, principalment de Califòrnia, tot i que s'ha estès a Baixa Califòrnia, i a curta distància a la Great Basin al sud de Nevada, i oest de Arizona. Creix a les arbredes de pi pinyer-ginebre a una altitud de 750 a 1.600 msnm.

## Descripció

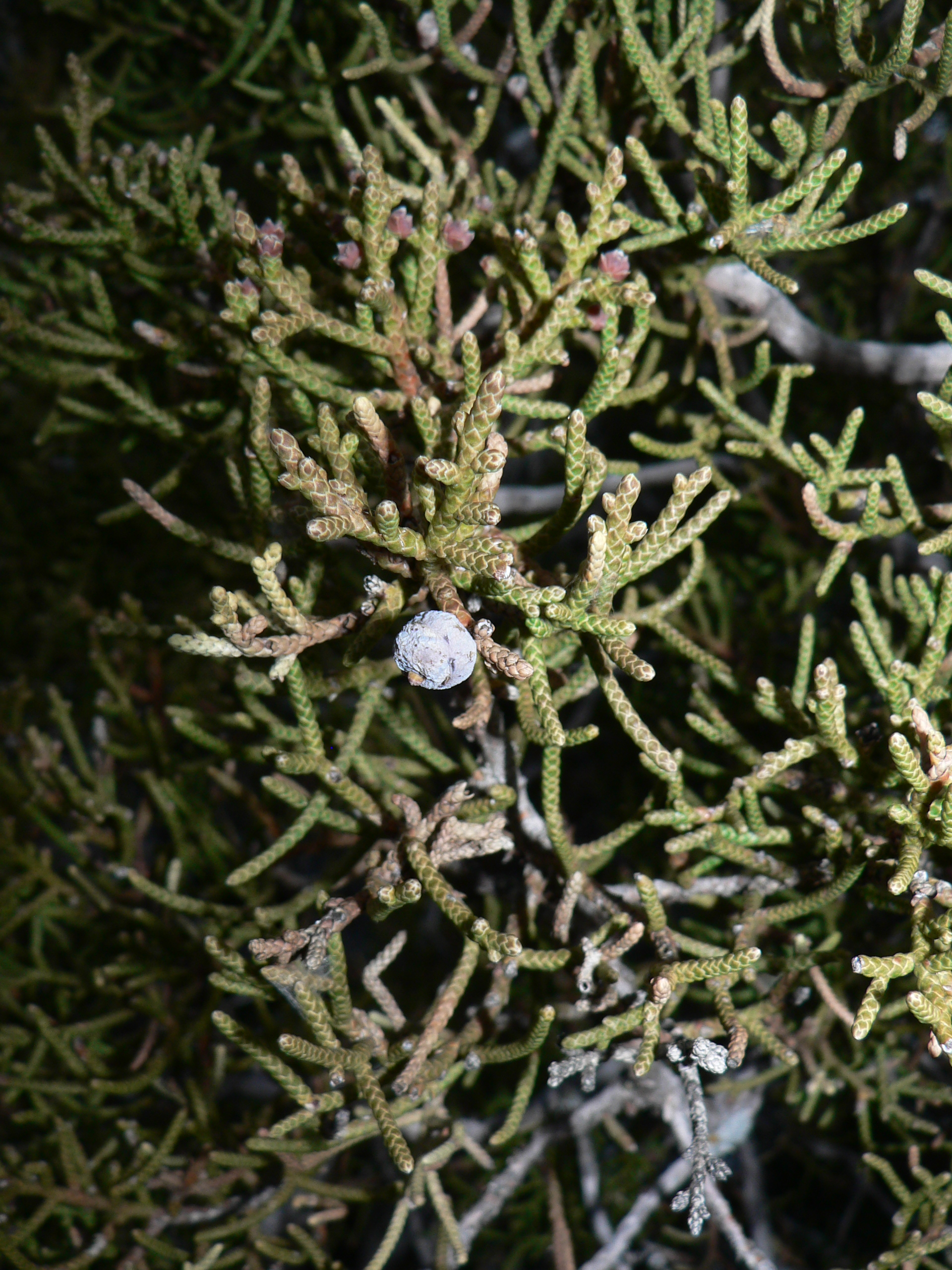
Branques i fruits

És un arbust o petit arbre que pot mesurar de 3 a 8 m d'alçada, però rarament arriba fins a 10 d'alçada. Els brots són bastant gruixuts en comparació amb la majoria dels Juniperus, d'entre 1,5 i 2 mm de diàmetre. Les fulles estan disposades enfrontades a parells o en verticils de tres; les fulles adultes són d'escala similar, d'1 a 5 mm de longitud. Les fulles de les plàntules joves són aciculars, de 5 a 10 mm de longitud. Els cons són com baies, de 7 a 13 mm de diàmetre, de color blau-marró amb una flor cerosa blanquinosa, i contenen una sola llavor (rarament dos o tres), i són madurs en aproximadament 8-9 mesos. Els cons masculins són de 2 a 4 mm de llarg, i expandeixen el seu pol·len a la primavera. És en gran part dioica, produint cons d'un sol sexe, però prop del 2% de les plantes són monoiques, amb tots dos sexes a la mateixa planta. L'escorça és típicament fina i sembla estar "destrossada".
Està estretament relacionada amb Juniper osteosperma de més a l'est, amb la que comparteix el fet de produir forts brots i cons relativament grans, però es diferencia en el fet que és en gran part monoica, i els seus cons triguen més a madurar (dues estacions de creixement). Juniper osteosperma també és notablement més tolerant al fred.

## Usos
Juniper Califòrnia s'està convertint en una espècie popular per a bonsais, i també es valora en àrees seques com a planta de jardí per la seva tolerància a la calor i a la sequera. No es consideren amenaçades a nivell mundial. Una de les poblacions situades més al sud, a l'Illa Guadalupe de Baixa Califòrnia, va ser destruïda al segle xix per les cabres salvatges.

## Taxonomia
Juniperus californica va ser descrita per Élie-Abel Carrière i publicada a Genera Plantarum 39, l'any 1789.

### Etimologia
- Juniperus: nom genèric que procedeix del llatí iuniperus.[4]
- californica: epítet geogràfic que fa al·lusió a la seva localització en Califòrnia.

### Sinonímia
- Juniperus californica f. lutheyana J.T.Howell & Twisselm.
- Juniperus cedrosiana Kellogg
- Juniperus cerrosianus Kellogg
- Juniperus pyriformis A.Murray bis
- Sabina californica (Carrière) Antoine[5]